# Leptoneta giputxi
Espèce
Leptoneta giputxi est une espèce d'araignées aranéomorphes de la famille des Leptonetidae.

## Distribution
Cette espèce est endémique du Pays basque en Espagne,. Elle se rencontre à Zestoa dans la Cueva de Astui.

## Description
La carapace de la femelle holotype mesure 0,82 mm de long sur 0,75 mm.

## Systématique et taxinomie
Cette espèce a été décrite par Prieto et Fernández-Pérez en 2023.

## Publication originale
- Prieto & Fernández-Pérez, 2023 : « Leptoneta giputxi sp. nov. (Leptonetidae, Araneae), una nueva especie troglobia para la Península Ibérica. » Revista Ibérica de Aracnología, no 42, p. 130-135.